# 河野玄斗
河野 玄斗（こうの げんと、1996年〈平成8年〉3月6日 - ）は、日本のタレント、YouTuber、起業家、エープラス所属。

## 経歴
1996年〈平成8年〉3月6日に神奈川県で生まれた。
聖光学院中学校・高等学校卒業後、東京大学理科三類に進学。
2017年、第30回ジュノン・スーパーボーイ・コンテストにて「ベスト30」に選ばれた。
2018年、日本テレビ系列のクイズ番組である頭脳王にて優勝。
同年1月、司法試験に合格。
同年8月、株式会社Stardyを設立。
2019年2月、自身のYouTubeチャンネル「Stardy -河野玄斗の神授業」を開設。
2020年9月16日、株式会社Stardyから教育プラットフォーム「ring」をリリース。
2020年3月、医師国家試験に合格し東京大学医学部医学科卒業。
大学卒業後は、株式会社StardyのCEOをつとめる。
2022年11月、公認会計士試験に合格。
2022年12月、河野塾ISM（現：河野塾）を開校し、オンライン塾事業を展開。
2022年12月26日、CPA会計学院特別講師に就任したことをTwitterで報告。
2023年2月5日、YouTubeチャンネル登録者数が100万人に到達したことを動画で報告。

## 人物
日本テレビのクイズ番組『頭脳王』では「東大医学部の神脳」と呼称される。『頭脳王』2020では京都大学の木戸直人に敗れ、史上初の3連覇に失敗。『頭脳王』2021では3度目の優勝を果たした。
2020年3月16日自身のYouTubeチャンネルで「最強の履歴書を作ろう」というシリーズで合格した資格試験の紹介を開始。
日本テレビのクイズ番組『クイズ!あなたは小学5年生より賢いの?』番組史上初の全問正解。
2023年三大難関資格を取得したトリプルライセンサーとして、速学の方法論を詳らかにした『資格試験のための最短最速勉強法　速学のススメ』を出版。

### 資格免許と合格した試験
- 司法試験
- 医師国家試験[4]
- 公認会計士試験
- 実用英語技能検定1級
- 実用数学技能検定1級
- 世界遺産検定1級
- 統計検定1級
- 日商簿記検定1級
- 日本漢字能力検定準1級
- 宅地建物取引士 [5][6]
- 準中型自動車(5t限定)[7]

### 事業
2018年8月に株式会社Stardyを設立。『勉強はコスパ最強の遊びだ』をコンセプトに、勉強は苦行ではなく「遊び」であることを実感してもらうことを目標に始動。現在、受験生を様々な角度からサポートするために「YouTube」と「アプリ」「オンライン予備校」の事業を展開している。
2019年2月にYoutubeチャンネル設立。
2020年9月16日に株式会社Stardyから教育プラットフォーム「ring」をリリースした。発表初日からApp Storeランキングで1位を獲得。総合ランキングではLINEやInstagramに次ぐ7位にランクインしたことが、2020年11月7日放送のさんまの東大方程式で取り上げられた。利用者は学生が中心であり、Applionアプリ大賞2020では教育部門で最優秀賞を受賞した。
2022年12月10日に予備校「河野塾ISM」（現：河野塾）を始動。"河野流"という『最短かつ最適』な方法で試験に合格するノウハウを、映像授業を通して提供。『全ての大学入試に通用する』カリキュラムの網羅性と演習問題量を売りにしている。講座をそろえている科目は、数学・英語・国語・物理・化学・日本史・公民・情報。
2022年12月17日にYouTubeチャンネルにて、ブランド『RIRONE』の始動を報告。
RIRONEから発売される第一弾の商品として、二階建て構造バックパック『UNIT』と『axel』を発売。
2023年2月5日にYoutubeチャンネル登録者数が100万人に到達。

## 出演情報

### TV
2025年

NTV「カズレーザーと学ぶ。」　2025年7月29日

NTV「悪魔の塔を攻略せよ! MISSION TOWER」　2025年6月15日
NTV「踊る！さんま御殿!!」　2025年5月13日

CX「逃走中〜ゴールデンコンビ〜」　2025年5月4日

2024年

カンテレ「決裁！こども社長 あったらいいな が世界を変える」2024年9月21日
YTV・NTV「情報ライブ ミヤネ屋」　2024年9月19日

YTV「今田耕司のネタバレMTG」　2024年9月14日

YTV「今田耕司のネタバレMTG」　2024年6月29日

TBS「THE神業チャレンジ 2時間スペシャル」　2024年4月2日

CX「Mr.サンデー」　2024年3月31日

NTV「踊る！さんま御殿!!」　2024年2月6日

CX「ネプリーグ」　2024年2月5日

TBS「再現できたら100万円！THE神業チャレンジ」　2024年1月16日

2023年

TBS「再現できたら100万円！THE神業チャレンジ」　2023年10月（目隠し太鼓の達人企画）

NTV「踊る！さんま御殿!!」　2023年9月12日

2021年

NTV「最強の頭脳 日本一決定戦! 頭脳王」　2021年2月19日　優勝
2020年

NTV「最強の頭脳 日本一決定戦! 頭脳王」　2020年2月14日　準優勝

NTV「バゲット」　2020年2月13日

NTV「クイズ！あなたは小学5年生より賢いの？」　2020年1月10日

2019年

NTV「最強の頭脳 日本一決定戦! 頭脳王」　2019年2月15日　優勝

2018年

NTV「メレンゲの気持ち」　2018年4月28日

NTV「最強の頭脳 日本一決定戦! 頭脳王」　2018年2月2日　優勝

放送日不明（過去の出演）

NTV「出川哲朗のアイ・アム・スタディー」

NTV「行列のできる芸能人通販王決定戦」

YTV「こども遊びを究極スケールアップ ビック☆プレイ」

TBS「ぴったんこカン・カン」

TBS「サンデージャポン」

TBS「有田哲平の夢なら醒めないで」

TBS「好きか嫌いか言う時間」

MBS「林先生が驚く初耳学！」

MBS「プレバト」

EX「クイズプレゼンバラエティー Qさま！！」

EX「帰れマンデー見っけ隊！！＆Qさま！！」

ABC「そんなコト考えた事なかったクイズ！トリニクって何の肉！？」

CX「潜在能力テスト」

CX「さんまの東大方程式」

CX「黄色いハンカチ突撃隊」

TX「やりすぎ都市伝説」

テレビ大阪「ひねくれ3」

この出演情報は、特記なき限り以下の出典を総合的に参照しています：
- [河野玄斗 - A-PLUS公式プロフィール](https://www.aplus-japan.com/talent/kounogento)
- [河野玄斗出演番組検索結果 - 日本テレビ](https://www.ntv.co.jp/articles/?cast=%E6%B2%B3%E9%87%8E%E7%8E%84%E6%96%97)

### 雑誌・出版媒体
・マイナビ子育て
2024年7月：「子供の『計算が苦手・算数が嫌い』は克服できる？」
・高校生新聞オンライン
2019年4月：「カリスマ東大生の勉強法　成績が上がる授業の受け方は？」
・リセマム (ReseMom)
2024年12月9日：「河野玄斗さんが語る“暗記はアウトプットがカギ”」
2018年10月30日：「河野玄斗さん、勉強法を語る “自分で説明することで定着”」

## 不祥事
2019年6月13日発売の『週刊文春』において女性スキャンダルが報じられる。
文春によると、河野は女性Aと出会い、その日のうちに性交渉におよんだ結果、Aが妊娠。
Aが河野に妊娠を告白すると、河野は「認知はできるけれども生むのは難しい」「今はまだ脳が発達していないから生きているものではない」「悲しいとかの感情があるわけじゃない」と述べ、Aは人工妊娠中絶を受けた
。後に河野には新しい恋人ができ、最後に会うという合意に対して河野は「会えない」と連絡をし、警察にAの保護を依頼した。そのため、Aは警察署で今後は弁護士を通じて河野と連絡するという趣旨の上申書を書かされたという。
河野は文春の取材に対して、この経緯を認めた上で「彼女を傷つけてしまった事に対して、深く反省をしております」とコメントした。

## 著書
- 『東大医学部在学中に司法試験も一発合格した僕のやっているシンプルな勉強法』KADOKAWA、2018年8月。ISBN 978-4046023056。 NCID BB27043220。
- 『図解 東大医学部在学中に司法試験も一発合格した僕のやっている シンプルな勉強法』KADOKAWA、2020年3月。ISBN 978-4046046192。 NCID BC00519316。
- 『資格試験のための最短最速勉強法　速学のススメ』講談社、2023年5月。ISBN 978-4-06-529896-1。 NCID BD02233005。
- 『小学生でも99×99まで暗算できるドリル』SBクリエイティブ、2023年12月。ISBN 978-4815623135。